# Infinity (film, 1996)
Pour les articles homonymes, voir Infinity.
Pour plus de détails, voir Fiche technique et Distribution.
Infinity est un film américain réalisé par Matthew Broderick et sorti en 1996.

## Synopsis
Le film raconte la vie du physicien Richard Feynman (1918-1988), et est basé en grande partie sur son livre autobiographique What Do You Care What Other People Think?.

## Fiche technique
- Réalisation : Matthew Broderick
- Scénario : Patricia Broderick d'après l'autobiographie What Do You Care What Other People Think?
- Image : Toyomichi Kurita
- Musique : Bruce Broughton
- Montage : Bill Johnson, Elena Maganini, Amy Young
- Durée : 119 minutes
- Lieux de tournage : Las Vegas, Nouveau-Mexique
- Date de sortie :
  - États-Unis : 4 octobre 1996

## Distribution
- Matthew Broderick : Richard Feynman
- Patricia Arquette : Arline Greenbaum
- Jeffrey Force : Young Richard
- Peter Riegert : Mel Feynman
- David Drew Gallagher : Harold
- Raffi Di Blasio : Robert
- Josh Keaton : David
- James Hong : Abacus Adder
- Joyce Van Patten : Tante Ruth